# طوفان هفتگی
طوفان هفتگی مجله‌ای فرهنگی، تاریخی و ادبی بود که همزمان با اوج ناموری روزنامه طوفان توسط فرخی یزدی با گردآوری گروهی از ادیبان و شاعران بنیاد نهاده شد.
طوفان هفتگی در سال ۱۳۰۶ با صاحب امتیازی و مدیریت فرخی یزدی و با کمک سید فخرالدین شادمان در تهران تأسیس شد. این نشریه همه هفته در روزهای سه‌شنبه چاپ و توزیع می‌شده. محل اداره آن نیز تهران، خیابان علاءالدوله بوده‌است.

## همکاران
از کسانی که اشعارشان در این مجله به چاپ می‌رسید محمد فرخی یزدی و محمدتقی بهار بودند. عبدالحسین هژیر در هر شماره در قسمتی با عنوان از هر چمنی گلی داستان یا قسمتی از آثار نویسندگان بزرگ خارجی را ترجمه می کرد. مقالات میرزا اسماعیل کیانی معمولاً به جای سرمقاله گذاشته می‌شد. احمد کسروی، سید عبدالرحیم خلخالی، مهدی بهرامی و عمیدی مقالات اجتماعی زیادی را در این مجله به چاپ رساندند. گاهی نیز اخبار مجلس و کشور به مندرجات طوفان هفتگی اضافه می‌شده‌است.

## تعطیلی
مجله طوفان هفتگی که همزمان و به‌طور مجزا از روزنامه طوفان به چاپ می‌رسید تقریباً همزمان با تعطیلی روزنامه طوفان به دلیل افزایش مشغله فرخی یزدی و ورود او به مجلس شورای ملی متوقف شد.